# 横店高铁站 (金华轨道交通)
横店高铁站是金华轨道交通金义东线的一座地下车站，位于中华人民共和国浙江省金华市东阳市南市街道槐堂村、杭温高速铁路横店站下方。
本站于2021年9月24日开工，2022年7月9日主体结构竣工。2022年11月竣工验收。本站未随义东线通车而开通，最终于2024年9月6日随著杭温高速铁路横店站开通而投入运营。

## 车站结构
车站长559.60米、宽20.9米，建筑面积16390.46平方米，设计为地下二层岛式车站：其中地下一层为站厅层，地下二层为站台层。站厅南、北侧各设有一个客服中心；站台层埋深15.4米，设有一座宽12米的岛式站台；站台层A端设有男女卫生间、母婴室、无障碍卫生间。

### 楼层分布
| -1层 | 站厅               | 自动售票机、客服中心、横店站出站通道、城市通廊 |  |  |
| -2层 |                    | █ 金义东线 往凌云（体育馆）                    |  |  |
|      | 岛式站台，左侧开门 |                                                |  |  |
|      |                    | █ 金义东线 往明清宫（终点站）                  |  |  |

### 出入口
横店站设有两个出入口。
| 编号   | 建议前往的目的地         | 图片 |
| ------ | ------------------------ | ---- |
| 南广场 | 南广场、高铁站（横店站） |      |
| 北广场 |                          |      |